# Grundfischen
Grundfischen ist eine spezielle Art des Sportfischens, bei der keine Pose (Schwimmer) benutzt wird. 
Beim Grundfischen wird der Köder mit Hilfe eines Bleis oder anderen Gewichts am Gewässergrund festgehalten. Dadurch wird erreicht, dass vor allem Grundfische wie z. B. Aal, Zander, Karpfen und Karpfenartige gefangen werden. 
Die Bissanzeige erfolgt durch Registrieren der Bewegung der gespannten Schnur, früher durch Glöckchen an der Rutenspitze, heute üblicherweise durch elektronische Bissanzeiger und durch Schnurspannsysteme wie Kletteraffen oder Swinger.
Gerade das Karpfenangeln hat in der letzten Zeit durch neue Montagen, Köder und die Einführung des elektronischen Bissanzeigers das Grundfischen geradezu revolutioniert.